# Nova Cançó

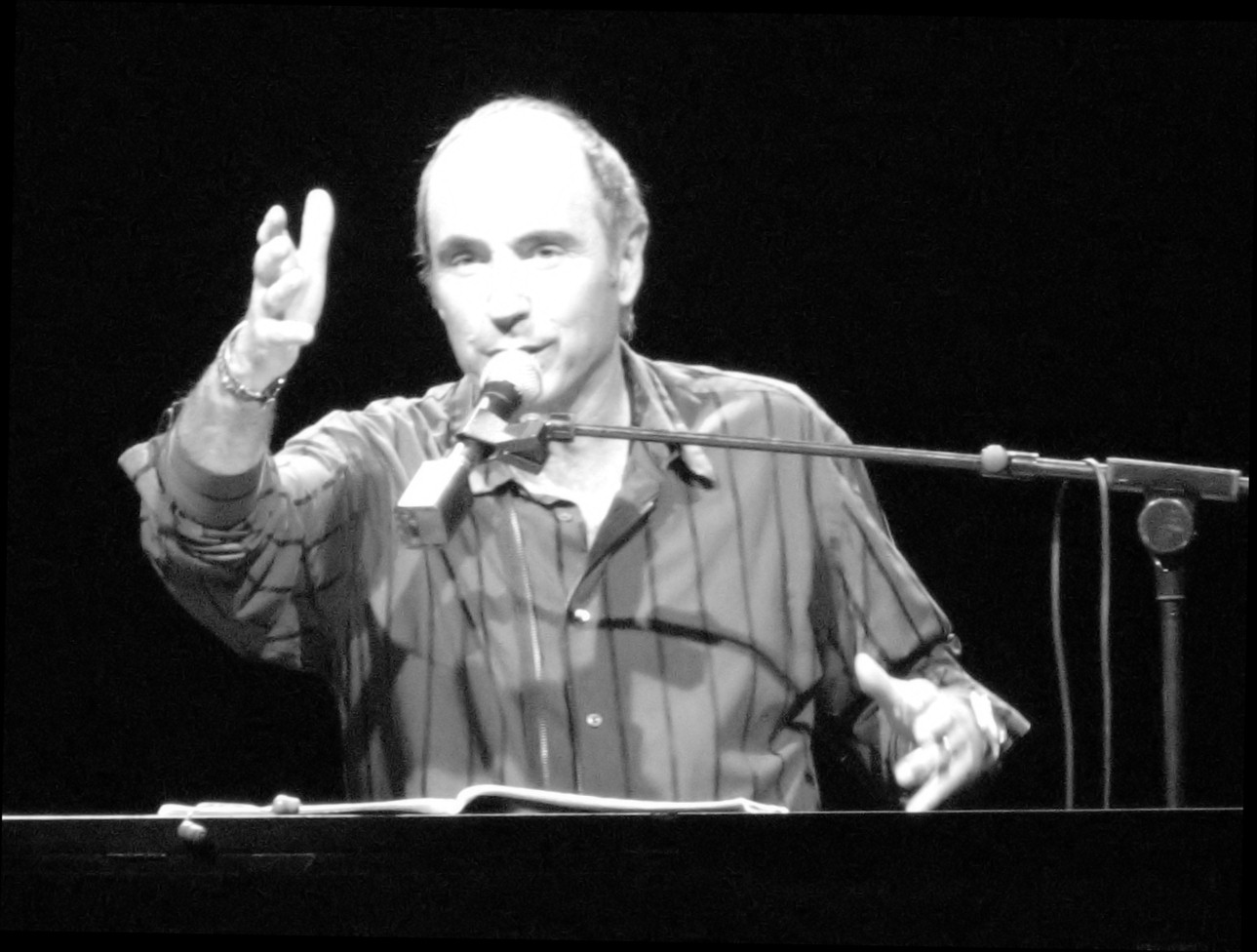
Lluís Llach en una actuación en el Olympia de París, 2006.

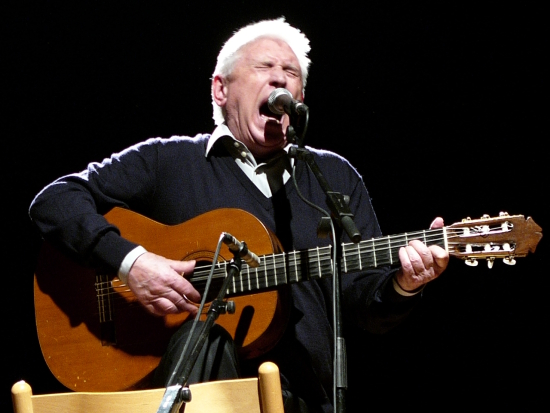
Raimon en Almusafes el 24 de febrero de 2008.

La Nova Cançó (Nueva Canción) es el nombre con el que se conoce el movimiento artístico y musical catalán, la Canción protesta que en pleno franquismo impulsó la reivindicación del uso normal del catalán en el mundo de la canción a la vez que denunciaba las injusticias de la dictadura franquista.

## Historia
Apareció en la segunda mitad del decenio de 1950, al crearse un grupo formado por consejo de Josep Benet y de Maurici Serrahima e integrado por Jaume Armengol, Lluís Serrahima y Miquel Porter i Moix, los cuales compusieron unas primeras canciones en catalán, hecho que respondía a un clima de reivindicación cultural, no solo universitario, sino también de las diferentes clases sociales catalanas.
El 1959, un escrito de Lluís Serrahima, publicado en la revista Germinabit con el título "Ens calen cançons d’ara" ("Nos hacen falta canciones de ahora") aglutinó a autores y cantantes, y tras un éxito multitudinario en el Centro Comarcal Leridano, se forma un grupo homogéneo, denominado Els Setze Jutges, iniciado por Remei Margarit y Josep Maria Espinàs, a los cuales se unieron pronto Delfí Abella y Francesc Pi de la Serra.
El 1962 aparecieron los primeros discos, y se empezaron a diversificar las tendencias: conjunto musical, conjunto vocal, cantautor, intérprete de éxitos de otros autores,. Una profesional, Salomé, y un renovador valenciano, Raimon, obtuvieron en 1963 el primer premio del quinto Festival de la Canción Mediterránea con la canción "Se'n va anar" ("Se fue"), precisamente los autores de la canción, Lleó Borrell (música) y Josep Maria Andreu (letra), fueron miembros de la cançó.
Pese a las restricciones "administrativas" en la difusión radiofónica y televisiva y en la producción discográfica (corrían los años sesenta y setenta, en pleno franquismo), la Nova Cançó reunía cada vez más seguidores y obligó a muchos intérpretes a optar por una auténtica profesionalización, reclamada por la crítica y un público cada vez más exigente. Importante para la difusión de estos artistas fue la aparición de la empresa discográfica Edigsa.
Los profesionales de la Nova Cançó surgieron en un terreno diferente al de los denominados cantantes-protesta y el folk, corrientes ambas con un paralelismo similar al de la mayoría de los países europeos. En este sentido, aparecieron formaciones como el Grup de Folk y posteriormente Esquirols.
Se destacaron artistas de personalidades diversas, que contribuyeron con su aporte artístico al desarrollo de la Nova Cançó, como por ejemplo Salvador Escamilla, Guillem d'Efak, Núria Feliu, Maria Dolors Laffitte, Jacinta, Mercè Madolell, Josep Lluís Valldecabres o nuevos miembros de Els Setze Jutges. Algunos obtuvieron triunfos internacionales. Más tarde aparecieron cantantes bilingües y posiciones ideológicas que parecían desvirtuar las ideas iniciales.
Junto a Raimon, otros antiguos miembros de Els Setze Jutges, como Guillermina Motta, Francesc Pi de la Serra, Maria del Mar Bonet, Lluís Llach y, sobre todo, Joan Manuel Serrat han obtenido una fama que ha rebasado ampliamente la estricta área lingüística catalana. Más tarde, también destacó en Valencia Ovidi Montllor.
A imagen de este movimiento en España nacieron movimientos paralelos en Galicia, Asturias, Aragón, País Vasco (Euskal Kantagintza Berria) y Castilla.